# Лещук, Ольга Николаевна
Ольга Николаевна Лещук (род. 13 февраля 1971, Челябинск) — советская, российская и казахстанская ватерполистка.

## Карьера

### СССР, Россия
В 1987-94 играла за команду «Уралочка» Златоуста (тренер М. Н. Накоряков).
Чемпионка РСФСР (1989), СССР (1990) и РФ (1992); трёхкратная обладательница Кубка СССР (1988, 1989,1990) и Суперкубка СССР (1990); серебряный призёр Кубка европейских чемпионов (1993); серебряный (1989) и бронзовый (1991) призёр чемпионата СССР.
В 1988 признана лучшим игроком чемпионата РСФСР. Играла в составе сборной РСФСР (1988), СССР (1989—1991), России (1992-1993). В составе сборной России стала серебряным призёром чемпионата Европы 1993 года.
В 1994 году удостоена звания мастер спорта международного класса.

### Казахстан
В 1998 в составе сборной команды Казахстана стала чемпионкой Азии, а в 2000 году — заняла шестое место на XXVII Олимпийских играх в Сиднее.

## Образование
Окончила Златоустовский металлургический техникум (1993).